# Sierras Pampeanas

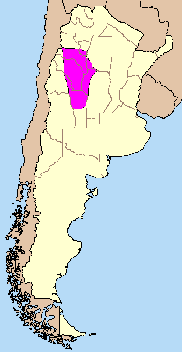
Lage der Region Sierras Pampeanas

Mit Sierras Pampeanas bezeichnet man eine Reihe von Gebirgszügen im zentralen und westlichen Argentinien, die nicht zu den Anden gehören. Sie ziehen sich fast ausnahmslos in Nord-Süd-Richtung hin und bilden eine eigene Klimazone mit trockenen Wintern und feuchten Sommern.
Folgende Gebirge fallen unter die Sierras Pampeanas:
- in der Provinz Córdoba: Sierras de Córdoba (einschließlich der Sierra de los Comechingones) und Sierra de San Luis
- in der Provinz San Juan: Sierra de Valle Fértil, Sierra de la Huerta, Sierra Guayaguas und Sierra de Pie de Palo
- in der Provinz Santiago del Estero: Sierra de Ambargasta, Sierra de Guasayán und Sierra de Sumampa
- in der Provinz La Rioja: Sierra de los Llanos, Sierra de Famatina, Sierra de Sañogasta, Sierra de Velasco, Sierra de los Colorados, Sierra de las Minas, Sierra de Chepes und Sierra de Paganzo
- in der Provinz Catamarca: Sierra de Belén, Sierra de Ambato, Sierra de Ancasti, Sierra de Fiambalá und Sierra de Hualfín
- in den Provinzen Tucumán und Catamarca: Sierra de Aconquija und Cumbres Calcahaquíes
- Provinz San Luis: Sierra de las Quijadas, Sierra de Varela, Sierra del Portezuelo, Sierra del Alto Pencoso, Sierra del Yulto, Sierras de San Luis, Sierra de Guayaguas, Sierra de Cantantal und Sierra del Tala
- etwas isoliert, in der Provinz Buenos Aires außerdem: Sierra de la Ventana und Sierra de Tandil.

Die höchste Erhebung der Sierras Pampeanas ist der Nevado de Famatina in der Provinz La Rioja mit 6250 Metern. Die meisten der Sierras bringen es nur auf Höhen unter 4000 Metern.
Die Bezeichnung hat sich auch für eine Region im westlichen Zentralargentinien eingebürgert, in der sich mehrere dieser Gebirgszüge befinden. Diese Region umfasst den Westen der Provinz Córdoba, den Norden der Provinz San Luis sowie den Osten der Provinzen San Juan, La Rioja und Catamarca.